# 山中信儀
山中 信儀（日语：山中 信儀、1851年2月15日（嘉永4年1月15日） - 1926年（大正15年）4月18日）為日本陸軍軍人。最終階級為陸軍中將。授予男爵爵位。

## 經歷
山口縣出身。明治4年12月26日（1872年2月4日）、任官陸軍少尉。1893年（明治26年）4月、擔任陸軍教導團長。1894年（明治27年）12月、晉升步兵大佐。1895年（明治28年）12月、就任步兵第21連隊長。1896年（明治29年）9月、異動為步兵第19連隊長，接著同年11月、轉任步兵第37連隊長。
1899年（明治32年）8月、進級陸軍少將，就任台灣守備混成第2旅團長。1901年（明治34年）7月、被任命為步兵第10旅團長，率旅團參與日俄戰爭。參與旅順攻圍戰、奉天會戰等戰役。
1905年（明治38年）7月、進升陸軍中將，擔任新設第16師團長。1907年（明治40年）9月21日、因其功績，授予男爵爵位、位列華族。1913年（大正2年）1月、編入後備役。